# Consejo Previsional Mundial
El Consejo Previsional Mundial o World Pensions Council (WPC) es un Centro de Estudios independiente quién organiza el Foro Mundial de Pensiones e Inversiones, la primera edición del cual fue llevada el 10 de diciembre de 2010, en París, Francia.
El foro reúne a destacados investigadores, los fondos de pensiones, las asociaciones y los fondos soberanos de toda Europa, Asia y las Américas para discutir los últimos avances en inversión, asignación de activos y gestión de riesgos.
Las actividades del Consejo Previsional Mundial se centran en cinco temas clave:
- Riesgos en las Pensiones.

- Inversiones de renta fija y el marco para el proceso de reconfiguración de las carteras de inversión (Liability Driven Investment, LDI).

- Las inversiones a largo plazo y las apuestas tácticas, incluyendo renta variable, private equity e inversiones alternativas.

- Los factores ambientales, sociales y de gobierno corporativo.

- La evolución de las estrategias de inversión cuantitativas.